# Joe Cocker
John Robert "Joe" Cocker OBE (20. května 1944, Sheffield, Anglie – 22. prosince 2014, Crawford, USA) byl anglický zpěvák známý svým drsným, bluesovým hlasem a dynamickými pódiovými vystoupeními s výraznými pohyby těla. V roce 1961 začal kariéru zpíváním po sheffieldských hospodách. Většina jeho nejznámějších singlů, jako například „Feelin' Alright?“ a „Unchain My Heart“, byly nahrávky písní napsaných jinými autory, i když pro většinu svých alb složil také řadu skladeb, často ve spolupráci s autorským partnerem Chrisem Staintonem.
Jeho první album obsahovalo nahrávku beatlesovské písně „With a Little Help from My Friends“, která ho téměř okamžitě proslavila. Píseň dosáhla v roce 1968 prvního místa v britské hitparádě, stala se stálicí jeho četných živých vystoupení (Woodstock a Isle of Wight v roce 1969, Party at the Palace v roce 2002) a rovněž byla známá jako úvodní znělka amerického televizního seriálu z konce 80. let The Wonder Years. Ve svém úspěchu pokračoval i druhým albem, které obsahovalo další píseň od Beatles, „She Came In Through the Bathroom Window“. Uspěchané americké turné v roce 1970 vedlo k živému dvojalbu Mad Dogs & Englishmen, na kterém účinkovala hvězdná kapela sestavená Leonem Russellem. Jeho nahrávka z roku 1974 „You Are So Beautiful“ dosáhla v USA pátého místa a stala se jeho poznávací písní. Cockerův nejprodávanější singl byl americký hit číslo jedna „Up Where We Belong“, duet s Jennifer Warnes, který mu v roce 1983 vynesl cenu Grammy. Během své 43 let trvající nahrávací kariéry vydal celkem 22 studiových alb.
V roce 1993 byl Cocker nominován na Brit Award v kategorii Nejlepší britský mužský sólový umělec. V roce 2007 mu byla v jeho rodném městě odhalena bronzová deska Sheffield Legends a o rok později obdržel Řád britského impéria (OBE) za přínos hudbě. Joe Cocker byl zařazen na 97. místo seznamu 100 největších zpěváků časopisu Rolling Stone. V roce 2025 byl vybrán k uvedení do Rock and Rollové síně slávy.
Zemřel 22. prosince 2014, podlehl rakovině plic.

## Diskografie

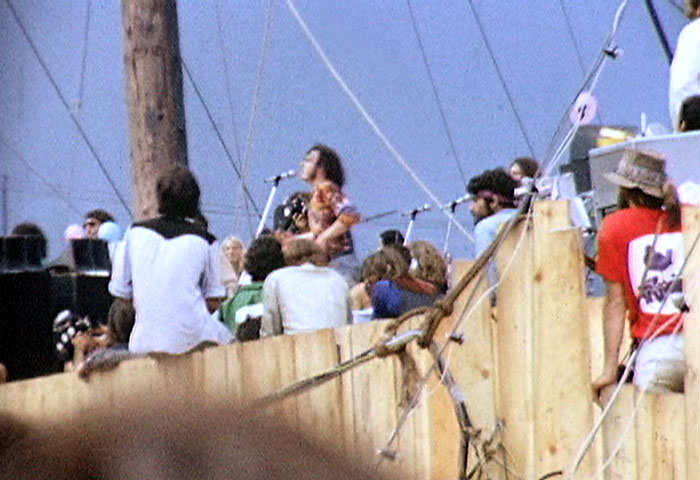
Ve Woodstocku, 1969

### Alba
- With a Little Help from My Friends (1969)
- Joe Cocker! (1969)
- Mad Dogs & Englishmen (1970)
- Cocker Happy (1971) (Australian compilation release, 1971)
- Double Cocker Power (Australian release, 1972)
- Joe Cocker: Something to Say (také známé jako Joe Cocker) (1972)
- I Can Stand a Little Rain (1974)
- Jamaica Say You Will (1975)
- Stingray (1976)
- Greatest Hits (1977)
- Luxury You Can Afford (1979)
- Sheffield Steel (1982)
- The Best of Joe Cocker (1983 - pouze Austrálie/NZ)
- Civilized Man (1984)
- Cocker (1986)
- Unchain My Heart (1987)
- One Night of Sin (1989)
- Joe Cocker Live (1990)
- Night Calls (1991)
- The Best of Joe Cocker (1992)
- Have a Little Faith (1994)
- The Long Voyage Home (1995)
- Organic (1996)
- Across from Midnight (1997)
- Greatest Hits (1998)
- The Anthology (1999)
- No Ordinary World (1999)
- Respect Yourself (2002)
- Ultimate Collection (2004)
- Heart & Soul (2004)
- Hymn for My Soul (2007)
- Come Together Across the Universe Motion Picture Soundtrack (2007)
- Hard Knocks (2010)
- Fire it up (2012)